# 野村恵祐
野村 恵祐（のむら けいすけ、1985年4月5日 - ）は、中学受験社会科講師。スタディアップ代表。

## 経歴
群馬県生まれ、広島県出身。愛光高校、慶應義塾大学商学部卒業。大学在学中に中学受験の社会科専門塾であるスタディアップを起業した。

## 人物
もともと大学1年次より、大手進学塾や個別指導塾、家庭教師センターで講師をしていたが、国語や算数を優先する大手進学塾のカリキュラムに大きな矛盾を感じ、暗記教科である社会を早めに固めるための社会科専門塾を運営している。

## 著書
- 『中学受験は社会で合格が決まる』（講談社、2011年7月） ISBN 978-4062169035
- 『中学受験 社会 合格への家庭内戦略』（小学館、2013年7月） ISBN 978-4098401376
- 『中学受験 第一志望に合格したいなら「社会」の後回しは危険です』（ダイヤモンド社、2016年7月） ISBN 978-4478048658

## メディア

### テレビ出演

#### 教育番組
- テストの花道 ニューベンゼミ（NHK Eテレ）

#### バラエティ番組
- フルタチさん（フジテレビ）

### 雑誌
- プレジデントファミリー（プレジデント社）
- 10歳までに決まる！頭のいい子の育て方 (学研)
- edu（小学館）
- ducare (日本経済新聞出版社)

### インターネットニュース
- インターエデュ(インターエデュ・ドットコム)　2013年8月1日配信
- 朝日新聞デジタル(朝日新聞社）2013年7月24日配信
- AERA dot.(朝日新聞出版)　2019年8月16日配信[3]

### 講演会
- 親子で成長する学びの学校(日経Wアカデミー）2019年7月22日